# Clethra fabri
Clethra fabri är en tvåhjärtbladig växtart som beskrevs av Henry Fletcher Hance. Clethra fabri ingår i släktet Clethra och familjen Clethraceae. Inga underarter finns listade i Catalogue of Life.